# Gopherus polyphemus
Gopherus polyphemus o tortuga de la Florida es una especie de tortuga nativa del sudeste de Estados Unidos. La tortuga de la Florida es considerada una especie clave debido a que excava madrigueras que sirven de refugio a cientos de otras especies. Se encuentran amenazadas por depredación y destrucción de su hábitat.

## Descripción
Los ejemplares adultos pueden crecer hasta medir unos 40 cm de longitud y pesar unos 14 kg. En promedio, miden un poco menos de 30 cm. Su caparazón es sólido de color entre marrón oscuro a tonalidades de gris. Poseen patas traseras que asemejan a las del elefante, delanteras en forma de pala, y una garganta proyectable desde un plastrón amarillento sin articulación. Sus crías son de color más claro. Los machos se distinguen de las hembras por contar con un plastrón cóncavo y una cola algo más larga, pero puede ser difícil diferenciar los sexos.
Los machos de la tortuga de la Florida poseen dos glándulas odoríferas subdentarias debajo de su mentón.
El género Gopherus aloja cuatro especies, todas ellas son comúnmente denominadas tortugas gopher. Este género es el único tipo de tortuga terrestre de la familia Testudinidae que es nativa de Norteamérica.

## Hábitat y comportamiento

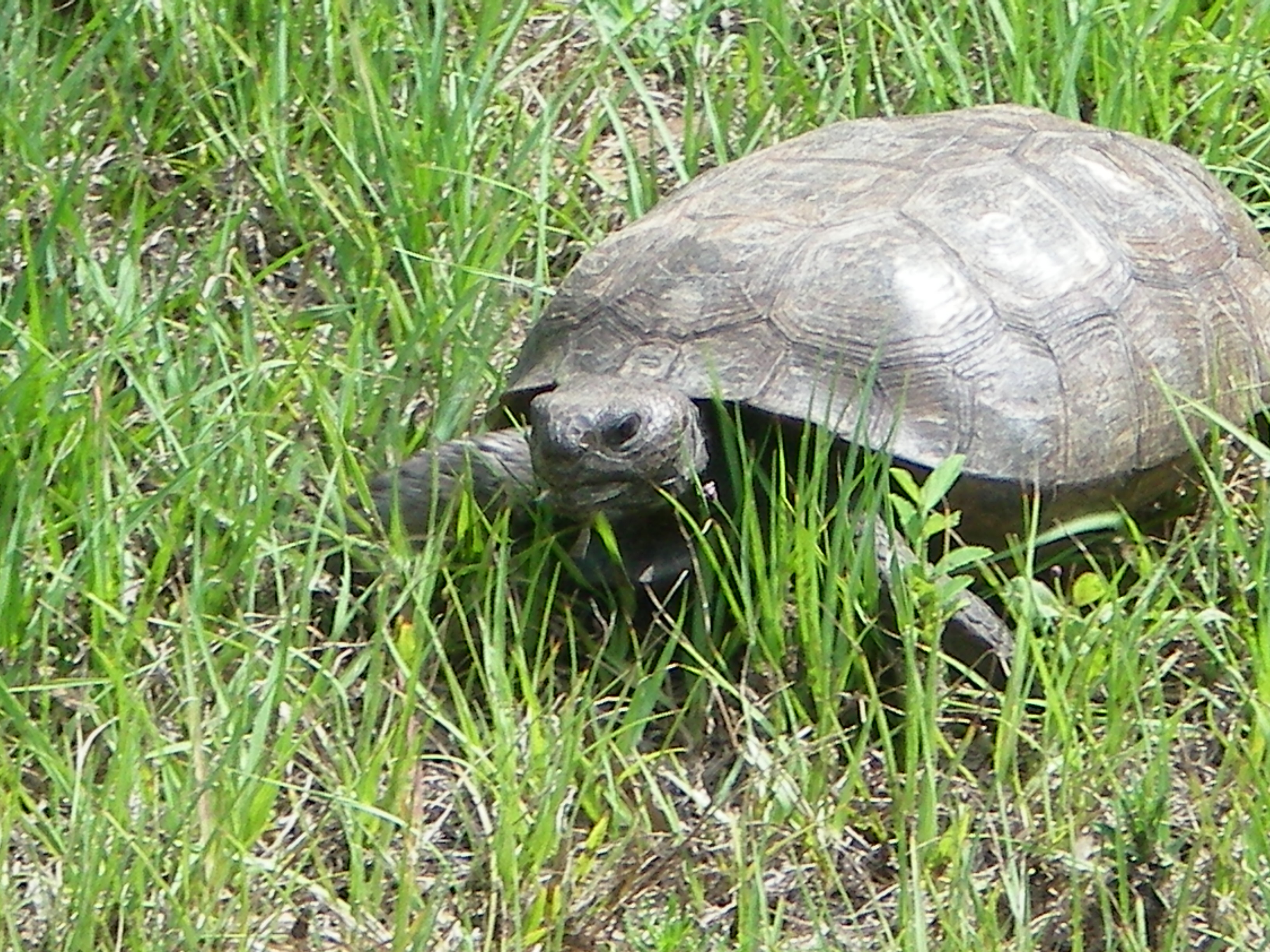
Tortuga de la Florida fotografiada en Cocoa, Florida.

Al igual que otras tortugas del genus Gopherus, Gopherus polyphemus, es reconocida por su habilidad para excavar. Las tortugas de la Florida pasan la mayor parte del tiempo en largas madrigueras, de hasta 14 m de longitud y hasta 6 m de profundidad (20 pies). En estas madrigueras, las tortugas están protegidas contra el calor del verano, el frío del invierno, el fuego, y los depredadores. Suele haber numerosas madrigueras en pastizales de pinares, donde las tortugas son grandes consumidoras del forraje, desempeñando un papel muy importante en el ecosistema. Excepto durante la época de reproducción, las tortugas de la Florida son animales solitarios, habitando un pequeño territorio. Dentro de su territorio excavan varias madrigueras. En promedio cada tortuga requiere para vivir de una superficie de terreno de unos 4 acres.
Esta tortuga es muy común en el estado de Florida, aunque su rango también se extiende a Georgia, Alabama, Misisipi, sudeste de Luisiana, y la esquina sur de Carolina del Sur.

## Dieta y reproducción
Estas tortugas son herbívoros,  consumiendo una gran variedad de  plantas, aunque mayormente comen pastos de hoja ancha y legumbres. También comen pastos duros y setas, como así también frutas: asimina, moras, y otras bayas. También consumen flores del género Cnidoscolus, Richardia]], Dyschoriste. Las tortugas juveniles tienden a consumir más legumbres, que son altas en proteína, y menos pastos fibrosos que las tortugas maduras. También comen sus excrementos. Usualmente solo beben agua en tiempos de extrema sequía.
Se reproducen de febrero a septiembre, con un pico entre mayo y junio. La hembra puede ovipositar 3 a 14 huevos, dependiendo de su tamaño corporal, en un colchón de arena muy cerca de la entrada a su cueva. Los huevos eclosionan luego de unos 100 días. Las de Florida eclosionan en menos tiempo, cerca de 80-90 días. El sexo es determinado por la temperatura de la arena en donde se encuentra la postura.
El 90% de las puestas pueden ser destruidas por depredadores antes que los huevos eclosionen, y menos del 6% de los huevos se espera que crezcan y se conviertan en tortugas que vivan un año o más después de eclosionar.

## Conservación

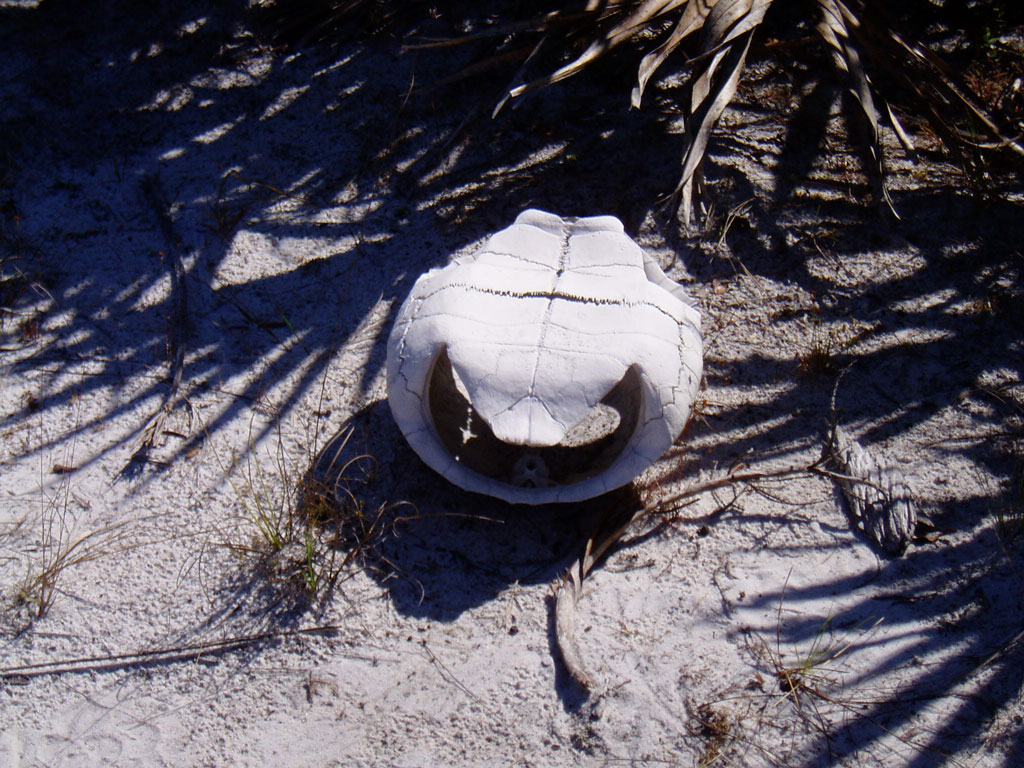
Caparazón reseco de una tortuga de la Florida.

Desde el 7 de julio de 1987, la U.S. Fish and Wildlife Service lo lista al Gopherus polyphemus como "Amenazado"; habiéndose encontrado tortugas al oeste del río Mobile y del río Tombigbee en Alabama, Misisipi, y Louisiana.  Su estatus está listado como "Bajo Revisión" en Florida y en otras localidades. Esta especie aparece en la Lista Roja de la UICN como  "especie vulnerable", aunque, no ha sido corroborada en esa lista desde 1996.